# Główczyce (gromada)
Główczyce – dawna gromada, czyli najmniejsza jednostka podziału terytorialnego Polskiej Rzeczypospolitej Ludowej w latach 1954–1972.
Gromady, z gromadzkimi radami narodowymi (GRN) jako organami władzy najniższego stopnia na wsi, funkcjonowały od reformy reorganizującej administrację wiejską przeprowadzonej jesienią 1954 do momentu ich zniesienia z dniem 1 stycznia 1973, tym samym wypierając organizację gminną w latach 1954–1972.
Gromadę Główczyce z siedzibą GRN w Główczycach utworzono – jako jedną z 8759 gromad na obszarze Polski – w powiecie słupskim w woj. koszalińskim na mocy uchwały nr 43/54 WRN w Koszalinie z dnia 5 października 1954. W skład jednostki weszły obszary dotychczasowych gromad Główczyce, Klęcino, Równo, Skórzyno, Ciemino i Izbica ze zniesionej gminy Główczyce oraz obszary dotychczasowych gromad Warblino i Wykosowo ze zniesionej gminy Pobłocie w tymże powiecie. Dla gromady ustalono 26 członków gromadzkiej rady narodowej.
31 grudnia 1959 do gromady Główczyce włączono obszar zniesionej gromady Będziechowo, wieś Wielka Wieś ze zniesionej gromady Damno oraz wieś Szczypkowice ze zniesionej gromady Stowięcino w tymże powiecie.
31 grudnia 1968 do gromady Główczyce włączono wieś Gorzysław ze zniesionej gromady Stowięcino w tymże powiecie.
31 grudnia 1971 do gromady Główczyce włączono wsie Choćmirówko i Żelkowo ze zniesionej gromady Gardna Wielka oraz wieś Żoruchowo ze zniesionej gromady Wrzeście w tymże powiecie.
Gromada przetrwała do końca 1972 roku, czyli do kolejnej reformy gminnej. 1 stycznia 1973 w powiecie słupskim reaktywowano gminę Główczyce.